# نهائي بطولة أمم إفريقيا للمحليين 2018
نهائي بطولة أمم أفريقيا للمحليين 2018 هي المباراة النهائية من بطولة أمم أفريقيا للمحليين 2018، والتي حدَّدَتْ بطل النسخة الخامسة من بطولة أمم أفريقيا للمحليين.
فاز المنتخب المغربي بالبطولة بعد تغلُّبِه على المنتخب النيجيري بأربعة أهداف دون مقابل.

## ما قبل المباراة

### ملعب المباراة

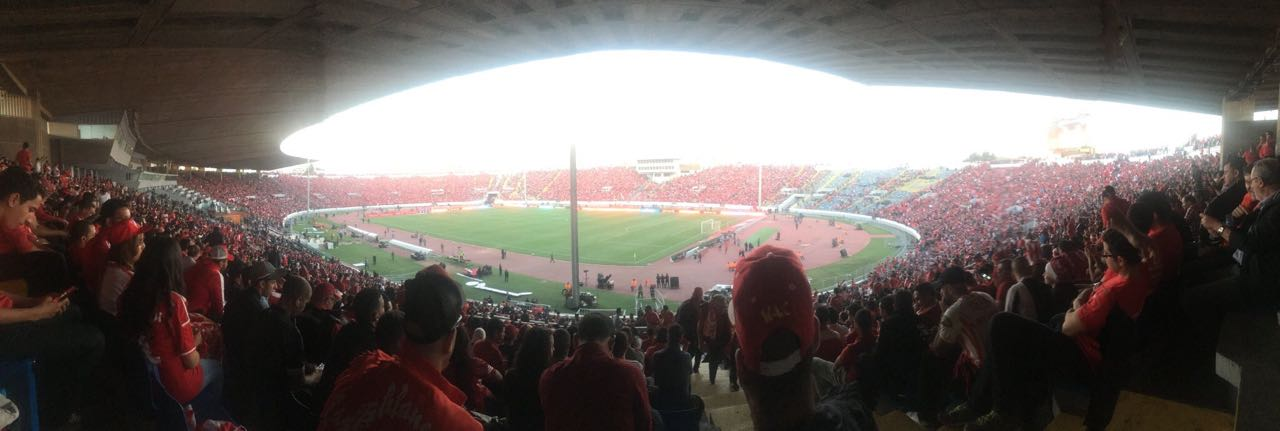

المركّب الرياضي محمد الخامس يقع في مدينة الدار البيضاء في المغرب العاصمة الاقتصادية للمملكة المغربية تم بنائه في عام 1955م ثم أعيد بنائه عام 1999م ويتسع لـ45.891 متفرج.

### حكم المباراة

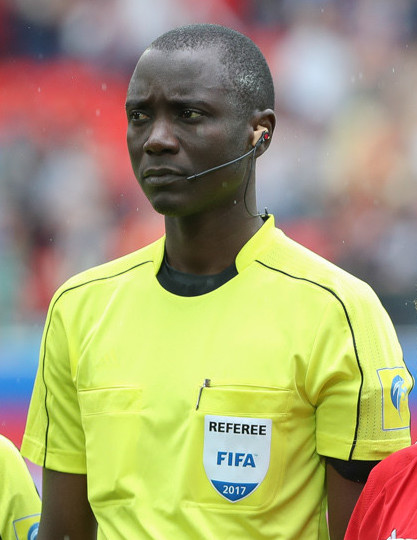

باكاري بابا غاساما (10 فبراير 1979) (بالإنجليزية: Bakary Gassama) هو حكم كرة قدم غامبي. أدار مباريات في التصفيات الأفريقية المؤهلة لكأس العالم 2014 وتصفيات 2018.

## المباراة

### تفاصيل
| المغرب                                     | 4–0   | نيجيريا |
| ------------------------------------------ | ----- | ------- |
| - حدراف 45'، 64' - الكرتي 61' - الكعبي 71' | تقرير |         |